# Mattheus Pronk
Mattheus Pronk ('t Zand, Zijpe, 25 de gener de 1958 - Warmenhuizen, 25 de març de 2001) va ser un ciclista neerlandès, especialista en el mig fons. Com amateur, va guanyar sis medalles, dues d'elles d'or, als Campionats del món de l'especialitat.
Els seus fills Matthé i Jos també s'han dedicat al ciclisme.

## Palmarès
- 1977
  -  Campió dels Països Baixos amateur en mig fons
  -  Campió dels Països Baixos amateur en derny
- 1979
  -  Campió del Món amateur en mig fons
  -  Campió dels Països Baixos amateur en mig fons
  -  Campió dels Països Baixos amateur en derny
- 1981
  -  Campió del Món amateur en mig fons